# 40-49
De jaren 40-49 (van de christelijke jaartelling) zijn een decennium in de 1e eeuw.

## Belangrijke gebeurtenissen

### Romeinse Rijk

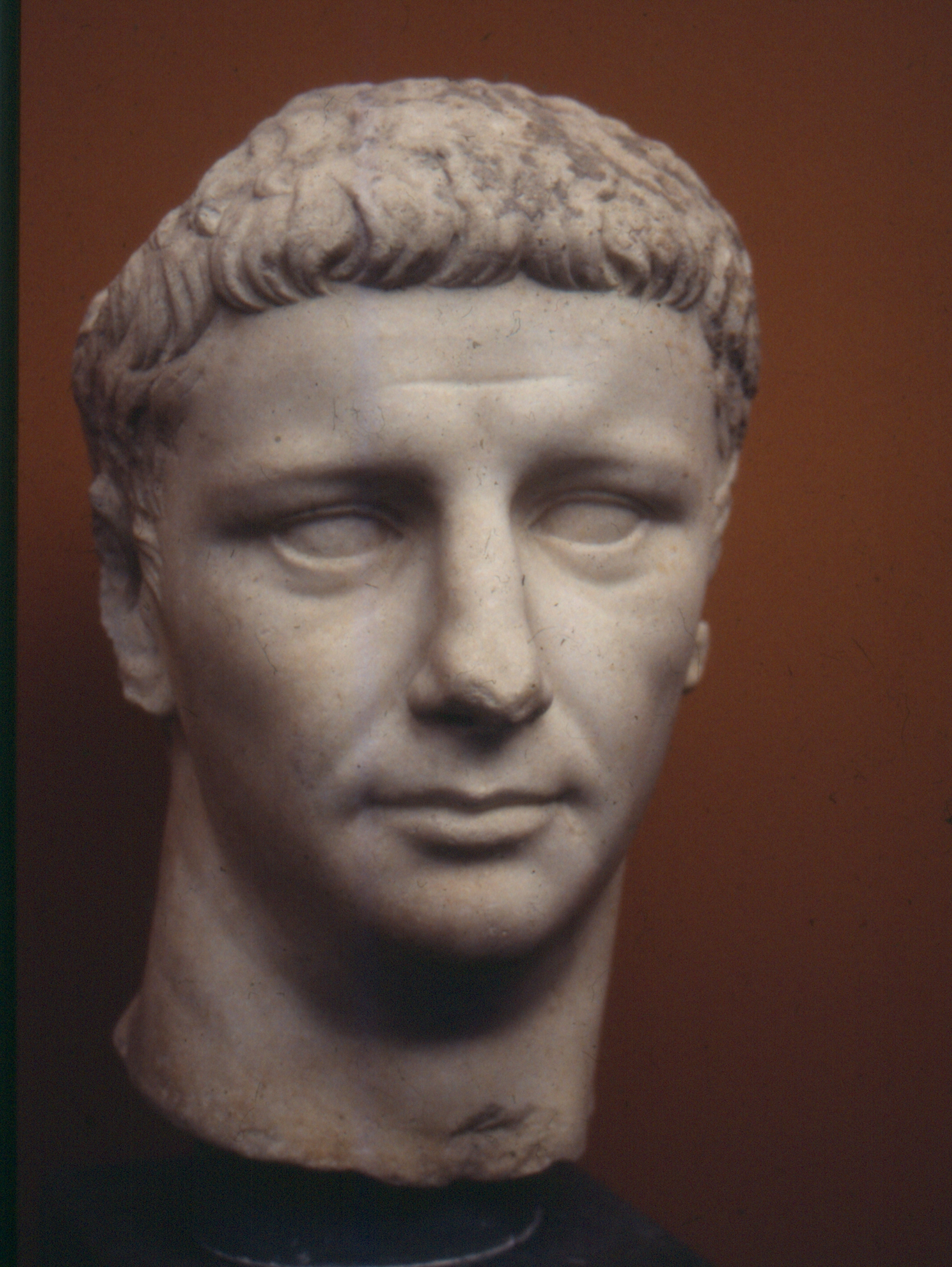
Claudius

- 41 : Na de moord op Caligula overweegt de Romeinse senaat terug te keren tot de Republiek. De pretoriaanse garde vreest opgeheven te worden en zoekt naarstig naar een mogelijke opvolger. Zij vinden Claudius, de oom van Caligula, de broer van Germanicus en roepen hem uit tot keizer.
- Tijdens Claudius' principaat ondernemen diverse senatoren tevergeefs pogingen een staatsgreep te plegen. Gedurende Claudius' regering worden 35 senatoren om deze reden terechtgesteld.
- Claudius vergroot en verbetert flink de organisatie van het overheidsapparaat.
- Claudius laat de haven Ostia, waar het graan voor Rome vanuit Sicilië, Egypte en Africa binnenkomt, uitbreiden en extra pakhuizen bouwen zodat de graanvoorziening voor de stad beter gewaarborgd is. Ook vergroot hij het Pomerium, een voorrecht van iemand die het imperium heeft uitgebreid.
- In Gallia Narbonensis wordt de Pont du Gard gebouwd, een vijftig kilometer lang aquaduct, dat de stad Nemausus van water moet voorzien.

### Levant
- 41 : Voor zijn bewezen diensten krijgt Herodes Agrippa I de titel van koning van Judea.
- 44 : Herodes Agrippa sterft. Judea wordt opnieuw een Romeinse provincie en wordt vanuit Caesarea bestuurd door procuratoren. Deze procuratoren hebben, anders dan de prefecten die eerder Judea bestuurd hadden, niet de bevoegdheid de hogepriester te benoemen.

### Engeland
- 43: Romeinse verovering van Britannia
- 44: Britannia wordt een Romeinse provincie.

### Balkan
- 46: Na de moord op de laatste koning van Thracië Rhoemetalces III wordt Thracië een Romeinse provincie.

### Afrika
- 40: De vorst van Mauretania, Ptolemeüs, de zoon van Juba II, wordt op last van keizer Caligula om het leven gebracht. Hij was rijk en Caligula had geld nodig. Hij deelt daarmee het lot van vele rijke patriciërs onder het in toenemende mate tirannieke bewind van de keizer.
- 44 : Het Koninkrijk Mauretanië wordt opgesplitst in de Romeinse provincies Mauretania Tingitana en Mauretania Caesariensis.

### Lage landen
- 47 : Ondanks een succesvolle expeditie tegen de Frisii ten noorden van de monding van de Rijn, die onder leiding staat van de Romeinse generaal Gnaius Domitius Corbulo, besluit de Romeinse keizer Claudius I dat de Rijn de grens (Limes) van het Romeinse Rijk zal worden. Het leger trekt zich daarop terug achter de Rijn. Om een snelle en veilige aanvoer van troepen, materieel en bevoorrading van de Maas naar de Rijn mogelijk te maken, en om zijn manschappen bezig te houden, laat Corbulo vervolgens het 23 Romeinse mijlen (circa 34 km) lange verbindingskanaal graven.
- De Romeinen bouwen bij de Rijn het Traiectum, een burcht op de plaats van het tegenwoordige Utrechtse Domplein.

### Azië
- 41-46 : Onder koning Nahapana veroveren de Westelijke Satrapen grote delen van het Satavahanarijk, waaronder de Konkan en Malwa rondom de stad Ujjain.

### Godsdienst
- ca45 : De apostel Paulus begint aan zijn eerste zendingsreis.
- ca49 : Het Concilie van Jeruzalem (ook wel apostelconvent of apostelconcilie genoemd) is een concilie in Jeruzalem waarbij de apostelen uit de oergemeente samenkomen met Paulus van Tarsus en zijn begeleiders. Op dit concilie wordt de voor het oerchristendom cruciale beslissing genomen inzake de christelijke zending naar de heidenen (dat wil zeggen: niet-Joden). Er wordt als bindend erkend dat heidenen zich niet eerst hoeven te besnijden om christen te worden.
- ca49: Na heftige botsingen tussen de orthodoxe en christelijke Joden, besluit Claudius alle Joden te verbannen uit Rome.

## Publicaties
- ca.40: de Perpiplus van de Erythreese Zee, een Griekse verhandeling over de zeevaart op de Indische Oceaan.
- 46: Pamphilus van Alexandrië geeft een verzameling zeldzame uitdrukkingen uit.

## Belangrijke personen
- Caligula, princeps van het Imperium Romanum tot zijn dood in 41.
- Claudius, princeps van het Imperium Romanum, vanaf 41.
- Paulus, christelijke evangelist.

### Geboren
- 42: Britannicus, zoon van Claudius.
- 45: Statius, Latijns dichter.
- ca. 46: Plutarchus, Grieks historicus
- 48: Ts'ailouen, Chinees onderzoeker en uitvinder van het papier.

### Overleden
- 41: princeps Gaius Iulius Caesar Germanicus (Caligula) (vermoord door Cassius Chaerea en Cornelius Sabinus).
- 43: De Britse koning Cunobelin.
- 48: Messalina, derde echtgenote van princeps Claudius, door deze geëxecuteerd.

<< · 40 · 41 · 42 · 43 · 44 · 45 · 46 · 47 · 48 · 49 · >>
<< · 1-9 · 10-19 · 20-29 · 30-39 · 40-49 · 50-59 · 60-69 · 70-79 · 80-89 · 90-99 · >>